# Nikolay Dimitrov
Nikolay Dimitrov (Sofía, 2 de octubre de 1973) es un músico búlgaro reconocido principalmente por su talento con la viola.

## Biografía
Nació en Sofía, Bulgaria entre familia de músicos. Empezó a estudiar violín a la edad de 4 años con la Maestra Anna Georgieva. Más tarde en 1992 terminó sus estudios en la Escuela Superior de Música “Lyubomír Pípkov” con especialidad de “Viola” guiado por el Maestro Borís Abadzhíev. El mismo año fue admitido en la Academia Nacional de Música “Páncho Vladiguérov” donde obtuvo su Maestría en Viola con el Catedrático Dimítar Chilíkov. 
Su experiencia orquestal comenzó a la edad de 12 años participando en la Orquesta Filarmónica “Pionéer” bajo la batuta del famoso director Vladi Simeonov. 
Durante y al finalizar sus estudios en la Academia Nacional de Música de Bulgaria participó como violísta principal en varias orquestas como “New Young Philharmonic Orchestra” donde trabajo en Valencia, España con el Maestro Manuel Palau; en la “New Symphony Orchestra” con el Maestro Rossen Milanov, y en el año de 1999 en la “Orchestre Philharmonique de la Gendarmerie Royale”(Rabat, Marruecos) donde además de violísta principal fue maestro de Viola en la “École Supérieure de la Gendarmerie Royale”. 
Regresando de Marruecos fue admitido en la Orquesta Filarmónica Nacional de Bulgaria, donde trabajó como violista hasta 2002 bajo la batuta del maestro Emil Tabakov.

## Carrera
En su trayectoria musical ha realizado conciertos y giras en países como Grecia, Italia, España, Suiza, San Marino, Yugoslavia, Marruecos y últimamente México y Estados Unidos.
Sigue desarrollándose en la Música de Cámara con el cuarteto “Orpheus” formado en el año 2002 en la ciudad de Mérida, Yucatán. Con el mismo cuarteto ha participado en festivales en Bulgaria, Estados Unidos y Chile. Desde 2002 y hasta el día de hoy es violista principal de la Orquesta Sinfónica de Yucatán y Maestro del instrumento en los centros musicales CIMI y CEMUS “José Jacinto Cuevas”.

## Premios
Es ganador de Premio Especial del Concurso Internacional de Música de Cámara “La Tierra y la Gente” en Sofía, Bulgaria en el año de 1998 con cuarteto de cuerdas.
- Datos: Q6043009